# Automeris insolens
Automeris insolens är en fjärilsart som beskrevs av J. Peter Maassen 1929. Automeris insolens ingår i släktet Automeris och familjen påfågelsspinnare. Inga underarter finns listade i Catalogue of Life.